# Mont-Organisé
Mont-Organisé (em crioulo, Montòganize), é uma comuna do Haiti, situada no departamento do Nordeste e no arrondissement de Ouanaminthe. De acordo com o censo de 2003, sua população total é de 17.189 habitantes.